# Биогенные горные породы
Биогенные породы, органогенные породы — осадочные горные породы, образованные в результате жизнедеятельности животных и растительных организмов. Они покрывают значительные площади дна Мирового океана; встречаются также в современных континентальных отложениях (озерных, речных, болотных и др.). Структура биогенных пород называется органогенной (или биоморфной, или цельноракушечной), если порода в значительной степени состоит из раковин или скелетов организмов, сохранивших свою форму; детритовая структура характерна для пород, состоящих из обломков скелетных образований животных или растительных организмов. 
Органогенные породы классифицируются по химическому составу входящих в их состав минералов.

## Классификация органогенных пород
- карбонатные;
- кремнистые;
- каустобиолиты
- некоторые разновидности хемогенных пород имеют смешанный генезис. Сульфидные, железистые и  фосфатные руды могут образовываться при участии живых организмов (см. болотная руда)

### Карбонатные породы
Органогенные известняки преимущественно состоят из карбонатных скелетных остатков животных (зоогенные известняки) и растительных организмов (фитогенные известняки). Называют известняки по преобладающим в породе организмам: коралловые, мшанковые, брахиоподовые, нуммулитовые, криноидные и т. п. Раковины моллюсков, членики морских лилий, раковинки фузулинид и скелетные остатки других организмов часто хорошо различимы, что определяет происхождение и название известняков. Состоящие из цельных или почти полностью сохранившихся створок раковин моллюсков или гастропод известняки называют ракушечниками. В рифовых известняках наблюдаются поры и каверны. Некоторые органогенные известняки являются очень плотными породами. В отдельных случаях это — следствие того, что остатки организмов, составляющих породу, имеют очень малые линейные размеры, в других случаях — от перекристаллизации известняков. Происхождение перекристаллизованных известняков часто трудно установить даже с помощью микроскопа. Мел — карбонатная органогенная порода белого цвета, преимущественно состоящая из кальцитовых остатков морских планктонных водорослей- кокколитофоре, в том числе содержащая планктонные фораминиферы. Также существуют предположения о биогенном происхождении
оолитовых известняков.

### Кремнистые породы
Кремнистые (точнее кремнёвые) биогенные породы — имеют в своем составе кремнезём, представленный останками организмов, строящих скелет из диоксида кремния (спикулами губок, створками диатомей, скелетами радиолярий). Типично биогенное происхождение имеет диатомит, а трепел и опока, например, примеры пород смешанного генезиса. Диатомит — очень легкая, пористая, рыхлая, землистая или слабосцементированная порода белого, светло-серого и желтоватого цвета (состоит из скопления микроскопических опаловых панцирей диатомовых водорослей).